# Frosses
Frosses (irisch Na Frosa) ist ein kleiner Ort mit 643 Einwohnern (2006) im County Donegal in Irland. Er liegt im Süden des Countys an der Regionalstraße R262, 20 km westlich der Stadt Donegal. In der Gegend kursiert ein Witz über die geringe Größe des Dorfes, dass die Leute der einen Straßenseite nicht mit denen der anderen sprechen würden – weil die andere Seite aus dem Dorffriedhof besteht.

## Personen
- Mary Coughlan, Tánaiste und Handelsministerin